# Filiale
Unter einer Filiale (auch Zweiggeschäft) versteht man in der Wirtschaft die vom Sitz eines Unternehmens örtlich getrennte, rechtlich und wirtschaftlich unselbständige Verkaufsstelle.

## Allgemeines
Filialen, Niederlassungen, Zweigniederlassungen oder Zweigstellen sind vom Unternehmenssitz örtlich getrennte, rechtlich und wirtschaftlich jedoch unselbständige Vermögensbestandteile eines Unternehmens. Filiale ist mithin die einer Zentrale untergeordnete Verkaufsstelle, die eine organisatorisch selbständige Einheit darstellt sowie eine Mindest-Betriebsgröße erreicht. Filialen unterscheiden sich von Niederlassungen oder Zweigniederlassungen vor allem dadurch, dass letztere von der Unternehmenszentrale eigene Kompetenzen etwa bei Beschaffung oder Vertrieb eingeräumt werden. Die Überlegung, nicht lediglich einen einzigen Unternehmensstandort am Sitz des Unternehmens zu unterhalten, ergab sich für Unternehmen aller Wirtschaftszweige aus der Marketingstrategie, durch Kundennähe am Wohnort der Kunden präsent zu sein. Ihr Zweck besteht in der Verbesserung der Kundenreichweite. Die Kundenreichweite gibt im Hinblick auf die Zielgruppe Aufschluss darüber, wie viele potenzielle Kunden tatsächlich von einer Filiale erreicht werden können:
{\displaystyle {\text{Kundenreichweite}}={\frac {\text{Anzahl vorhandener Kunden}}{\text{Anzahl möglicher Kunden}}}}
Die Kundenreichweite ist umso höher, je mehr Kunden auf eine Filiale entfallen. Bei der Standortwahl für eine Filiale ist deshalb die Anzahl möglicher Kunden (Marktpotenzial) das wichtigste Untersuchungskriterium.

## Geschichte
Das Wort Filiale stammt aus lateinisch filia, „Tochter“ und bezeichnete zunächst ab dem 16. Jahrhundert eine Kirche (Filialkirche), die keine selbständige Pfarrei bildete, sondern von einer solchen abhängig ist (Tochterkirche, lateinisch filia ecclesia). Die Unselbständigkeit war somit von Beginn an bei Filialen ein maßgebendes Kriterium. Seit dem späteren 19. Jahrhundert fokussierte sich der Begriff vom kirchlichen auf den kaufmännischen Bereich als Nebenstelle, Zweigstelle einer Ladenkette oder einer Bank oder Versicherung. Eine der ersten Filialbanken war die am 7. Januar 1817 in Philadelphia gegründete Second Bank of the United States, die im Jahre 1832 insgesamt 25 Filialen in den USA unterhielt. Im Jahre 1819 gab es in Schottland 39 Banken mit 97 Filialen.
Auch die Warenhaus-Konzerne begannen ihr Vertriebskonzept über Filialen zu organisieren. So startete Rudolph Karstadt 1884 mit einer ersten Filiale in Lübeck, die Bekanntheit von Leonhard Tietz wuchs mit der Eröffnung einer Kölner Filiale auf der Hohe Straße im April 1891. Im Lebensmitteleinzelhandel eröffnete Josef Kaiser 1885 seine erste Filiale eines Kaiser’s Kaffeegeschäfts, die 100. Filiale folgte 1897 in Bamberg, die 200. bereits 1898, im Jahre 1899 in Regensburg die 400., die 500. Filiale gab es 1900 in Duisburg. Cornelius Stüssgen begann ab 1899 mit der Gründung der ersten Filiale in Brühl. Die Lebensmittelfilialunternehmen schlossen sich in der 1905 gegründeten Arbeitsgemeinschaft der Lebensmittel-Filialbetriebe (ALF) zusammen, bevor sich diese im Juni 1988 mit dem Bundesverband der Selbstbedienungs-Warenhäuser (BdSW) zum Bundesverband der Filialbetriebe und Selbstbedienungs-Warenhäuser e. V. (BFS) vereinigte. Starbucks startete 1971 in Seattle mit einer ersten Filiale, die erste McDonald’s-Filiale entstand 1955 in Des Plaines, es dauerte allerdings bis Dezember 1971, bis die Kette in Deutschland ihre erste Filiale in München eröffnete.

## Betriebswirtschaftliche Aspekte
Der Vertriebsweg über Filialen zielt darauf ab, das Marktpotenzial eines geografisch abgrenzbaren Einzugsbereichs abzudecken. Der Eröffnung einer Filiale geht im Regelfall eine detaillierte Standortanalyse voraus, die auf einer eingehenden Marktanalyse beruht. Die Betriebswirtschaftslehre definiert den Begriff des Filialunternehmens als „einen Betrieb mit mindestens fünf räumlich voneinander getrennten Filialen, die unter einheitlicher Leitung stehen“. Manche Quellen gehen von mehr als 10 Verkaufsstellen aus. Bei mehr als 10 Filialen handelt es sich um ein Filialsystem oder Filialnetz als organisatorische Zusammenfassung sämtlicher Verkaufsstellen unter einheitlicher Leitung und Verwaltung. Filialunternehmen werden in der Fachsprache als Filialisten bezeichnet, im Bankwesen heißen sie Filialbanken. Typische Kriterien für Filialisten sind der großhandelsmäßige Einkauf, das dafür charakteristische Zentrallager, ein einheitliches Sortiment und eine zentrale Verwaltung. 
Filialen gibt es weltweit insbesondere im Einzelhandel und bei Unternehmen, für die die Kundennähe eine entscheidende Rolle spielt. Bei den Filialketten führte in Deutschland im Jahre 2004 Edeka mit 8.513 Filialen, gefolgt von Tengelmann (7.362), Aldi (4.264), Metro (2.235), Douglas (1.579), Rossmann (1.100), Karstadt verfügte über 520 Filialen. Als Bestandteil betriebswirtschaftlicher Kennzahlen spielt jedoch nicht die Anzahl der Filialen, sondern eher deren Verkaufsfläche eine Rolle.
Filialen schaffen räumliche Präferenzen bei Kunden (Standortvorteil durch kurze Wege von der Wohnung zur Filiale), das gilt insbesondere für Stammkunden. Die zufallsbedingte Laufkundschaft erreichen Filialen dagegen nur durch Standorte, an denen eine hohe Passantenfrequenz herrscht (Einkaufszentren, Fußgängerzonen, Bahnhöfe, Häfen oder Flughäfen). Zunehmend verlieren Filialen jedoch durch das Aufkommen elektronischer Vertriebsformen an Bedeutung. So sind Online-Shopping und Versandhandel im Einzelhandel sowie Electronic Banking und das Vordringen der Direktbanken die Hauptursachen für den Filialschwund im Handel und bei Kreditinstituten. Der Rückgang der Verkaufsstellen alleine im Lebensmitteleinzelhandel von 51.145 (2006) auf 35.731 (2016) verdeutlicht diesen Trend.
Die Filialisierung befindet sich in Deutschland dennoch auf hohem Niveau. Der hieraus resultierende Filialisierungsgrad als Anteil der Filialbetriebe an allen Einzelhandelsgeschäften ist in den großen deutschen Städten mit durchschnittlich 64,9 % sehr hoch. Im Jahre 2011 machte der Filialanteil in Dortmund 74,6 % aller Einzelhandelsbetriebe aus, gefolgt von Bremen (72 %), Nürnberg (70,3 %), Berlin (69,5 %), Düsseldorf (69 %), Frankfurt (67,2 %), Hamburg (66 %) oder Köln (59,9 %). 
Für Filialunternehmen gibt es eine spezifische Filialkalkulation, die die Messung der Rentabilität von Filialen zum Ziel hat. Filialen werden dabei als eigenständige Kostenstelle betrachtet, wobei die Kosten einer Filiale (Personalkosten, Materialkosten, Raumkosten und anteilige Gemeinkosten) oder der Wareneinsatz den erzielten Umsatzerlösen gegenübergestellt werden (Umsatz pro m² Verkaufsfläche).

## Abgrenzung
Umgangssprachlich wird das handelsbetriebliche Geschäftsmodell der Filialisierung oft verwechselt mit den Konzepten des Franchising, der Handelskette, der freiwilligen Kette oder der genossenschaftlich organisierten Verkaufsstellen. Für Verbraucher ist es oft nicht zu unterscheiden, ob es sich um ein Filialsystem oder andere Vertriebsformen handelt. Das liegt auch daran, dass die – nicht weisungsgebundenen – Betreiber unter einem gemeinsamen äußerlichen Erscheinungsbild auftreten. Im Gegensatz zu den Filialen, die jeweils von einem angestellten Filialleiter geführt werden, unterstehen die Franchisebetriebe und die Mitgliedsbetriebe einer freiwilligen Kette oder einer Genossenschaft selbständigen Kaufleuten. Es handelt sich deshalb weder rechtlich noch wirtschaftlich um Filialketten im engeren Sinne. Reine Filialsysteme betreiben unter anderem Aldi, Lidl oder Kaufhof; sowohl Filialen als auch Franchisenehmer gibt es beispielsweise bei Obi, ein reines Franchisesystem betreibt Spar, und Filialen sowie genossenschaftliche Verkaufsstellen gibt es bei Sky, Plaza, Rewe und Edeka.
Im Gegensatz zu einer Niederlassung ist die Filiale nicht mit Kompetenzen für betriebliche Funktionen ausgestattet, besitzt also insbesondere keine eigene Beschaffung, Produktion oder Finanzierung; nur ihre ursprüngliche Funktion des Vertriebs ist ausgeprägt vorhanden. Auch die Werbemaßnahmen werden zentral organisiert. Das Tochterunternehmen ist ein wirtschaftlich unselbständiges, jedoch rechtlich eigenständiges Unternehmen eines Konzerns und kann wegen seiner rechtlichen Selbständigkeit nicht als Filiale bezeichnet werden.
Juristisch und sprachlich rechtsvergleichend ist die „Filiale“ im deutschen juristischen Sprachgebrauch von der französischen „filiale“ zu unterscheiden: Während erstere rechtlich unselbständig ist, verfügt letztere über eine eigenständige Rechtspersönlichkeit. Die französische „filiale“ entspricht dem deutschen „Tochterunternehmen“. Die deutsche Filiale heißt übersetzt in Französisch „succursale“, in Englisch „branch“.